# Museu da Água (Blumenau)
O Museu da Água de Blumenau é um museu localizado no bairro da Boa Vista, na cidade de Blumenau. O espaço é mantido pela SEMAE (Serviço Autônomo Municipal de água e esgoto) e está localizado justamente na primeira estação de tratamento de água da cidade, inaugurada em 1940 e transformada em local de visitação em 1999. No local, o visitante pode conhecer os processos de coleta e purificação da água, além de ter acesso a um acervo com peças, equipamentos e documentos que recontam um pouco da história do abastecimento de água na cidade. No Réveillon, o local também é usado como ponto para a queima de fogos na cidade.

## Reforma
No final de 2013, o museu foi fechado para reforma. A reabertura aconteceu em 12 de dezembro do mesmo ano, com o prédio tendo recebido uma pintura nova e com alguns itens do espaço tendo recebido manutenção. O museu já havia passado alguns anos totalmente fechado, quando em 2008, um deslizamento fez parte da cerca de segurança ceder, o que comprometeu a visitação do espaço até janeiro de 2011.